# 2-Chloranthrachinon
2-Chloranthrachinon ist eine chemische Verbindung aus der Gruppe der Anthrachinone.

## Gewinnung und Darstellung
2-Chloranthrachinon kann durch Friedel-Crafts-Acylierung von Chlorbenzol mit Phthalsäureanhydrid gewonnen werden.

## Eigenschaften
2-Chloranthrachinon ist ein brennbarer, schwer entzündbarer, beiger Feststoff, der sehr schwer löslich in Wasser ist.

## Verwendung
2-Chloranthrachinon wird als Zwischenprodukt zur Herstellung anderer chemischer Verbindungen (wie zum Beispiel Indanthron über 2-Aminoanthrachinon) verwendet.